# شجار اليوم السابع في فيتنام

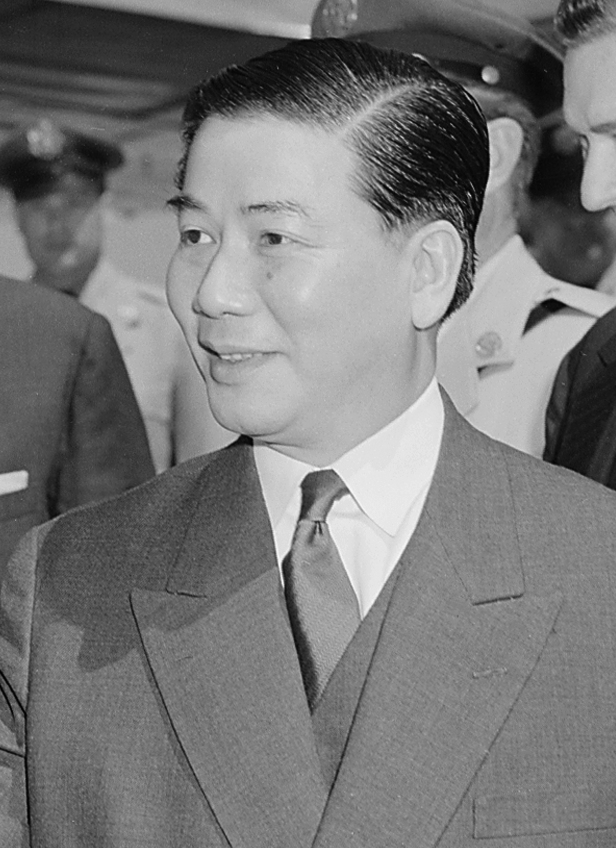

وقع هذا الشجار بوصفه عراك بدني في اليوم السابع من شهر يوليو لعام 1963م في سايغون في فيتنام الجنوبية، حيث قام رجال الشرطة السرية التابعة لنغو دينه نهو شقيق الرئيس نغو دينه ديم بمهاجمة مجموعة من الصحفيين الأميركيين أثناء قيامهم بتغطية صحفية للاحتجاجات البوذية في الذكرى التاسعة لتولي الرئيس «ديم» السلطة. وخلال هذا الشجار تلقي «بيتر أرنيت» لكمة علي أنفه وعندما قام «ديفيد هالبيرستام» من صحيفة تايمز الأمريكية وهو أطول من رجال نهو عندما قام بهجمة معاكسة انتهي النزاع سريعا وتقهقر رجال الشرطة.و قد نتج عن هذا الشجار هجوم رجال الشرطة علي «أرنيت» وقرينه «مالكولم براون» -الصحفي والمصور الحائز علي جائزة بوليتزر- في مكاتبهم الخاصة واستدعائهم للتحقيق معهم بتهمة مهاجمة ضباط الشرطة.و بعد الإفراج عنهم، اتجه هؤلاء الصحفيين للسفارة الأمريكية في سايغون لتقديم شكوى بشأن تلقي مثل هذه المعاملة علي أيدي رجال الرئيس كما طالبوا بحماية الحكومة الأميركية. ولكن قوبلت مطالبهم بالرفض وكذلك كان مصير مناشدتهم للبيت الأبيض. ونتيجة لجهود السفير الأميركي «فريدريك نولتينج»؛ تم إسقاط التهم الخاصة بالاعتداء الموجهة ضد الصحفيين. وكان رد فعل البوذيين الفيتناميين جراء ذلك الحادث أنهم اتهموا رجال الرئيس بالتخطيط لاغتيال الرهبان. وعلي صعيد آخر، أكدت السيدة حرم «نغو دينه نهو» ادعاءاتها المبكرة أن الحكومة الأمريكية لا تزال تحاول جاهدة للإطاحة بشقيقها. وقد تمكن «براون» من التقاط صور لوجه «أرنيت» الملطخ بالدم والتي نشرتها الصحف في جميع أنحاء العالم مما أثار انتباه سلبي بشأن تصرفات نظام «ديم» في ظل الأزمة البوذية.

## خلفية عن الحدث
و قد نشب هذا الحدث خلال فترة من الاضطرابات الشعبية نتيجة لاحتجاج الغالبية البوذية ضد الرئيس «ديم» الممثل لحكم الروم الكاثوليك. وقد تأجج غضب هؤلاء البوذيين منذ إطلاق النار في الثامن من مايو لعام 1963م علي هوي فيساك. حيث أقرت الحكومة قانونا بشكل انتقائي يحظر عرض الأعلام الدينية وذلك من خلال منع رفع العلم البوذي علي فيساك، عيد ميلاد غوتامو بوذا.هذا وقد كان علم الفاتيكان يرفرف من أسبوع مضي خلال الاحتفال برئيس الأساقفة«نغو دنيه نهو» وهو شقيق الرئيس «ديم». وكانت النتيجة هي تحدي البوذيون لذلك الحظر برفع أعلامهم الدينية علي فيساك وإقامة مظاهرات احتجاجية انتهت بإطلاق الحكومة النار علي المتظاهرين راح ضحيتها ثماني وفيات. أثارت عمليات القتل احتجاجات علي مستوي الأمة ضد سياسة النظام بقيادة الرئيس«ديم» قام بتلك الاحتجاجات الأغلبية البوذية في جنوب فيتنام. كانت مطالب تلك الاحتجاجات حصول البوذيون علي المساواة الدينية ولكن ومع رفض الرئيس لهذه المطالب؛ زادت حدة الاحتجاجات بازدياد عدد المتظاهرين. وكانت أبرز نتائج هذه المظاهرات هي انتحار«ثيش كوانغ دوس» في 11 يونيو وقامت وسائل الإعلام بتصويره ومثلت بجثته لتصبح رمزا للسلبية السائدة في ظل نظام الرئيس «ديم».
يعد اليوم السابع من شهر يوليو والمعروف باسم «اليوم السابع المضاعف»، يعد الذكري التاسعة لتولي «ديم» منصب رئيس الوزراء لدولة فيتنام. وفي أكتوبر 1955و عقب إجراء استفتاء مزور، استطاع «ديم» أن يؤسس جمهورية فيتنام الجنوبية وأعلن نفسه رئيسا لها.
و كانت ليلة 6 يوليو 1963 ليلة احتفالية نعم خلالها الرئيس «ديم» بمزاج مبهج بمنحه الأوسمة للضباط العسكريين وكان من بين هؤلاء الذين حضروا الاحتفال اللواء«تران فان دون» وقرينه «دونغ فان منه» رئيس أركان جيش جمهورية فيتنام والمستشار العسكري الرئاسي علي التوالي، كانوا قد عادوا من مراقبة التدريبات العسكرية (سياتو) في تايلاند. وأثناء احتفالهم تم إبلاغهم عن القلق الإقليمي بشأن سياسات «ديم» تجاه البوذيين.

## الحدث
هذا وقد حذر صحفيون أمريكيون من حدوث مظاهرات بوذية وشيكة ليتزامن حدوثها مع احتفال السابع من شهر يوليو في معبد شناتارينسي بشمال سايغون. انتظر جموع من الصحفيين خارج المبني بمعداتهم الخاصة وكان من بينهم"أرنيت"،"براون" و"ديفيد هالبيرستام"، "نيل شيهان" من وكالة الأنباء الأمريكية وأخيرا "بيتر" المتبرع اليهودي لشبكة "سي بي اس". وبعد ساعة من قضاء المراسم الدينية، خرج البوذيون من المعبد متجهين إلي زقاق ضيق علي طول شارع جانبي فإذ برجال شرطة يرتدون ملابس مدنية يعترضون طريقهم ويمنعوهم من السير. ومن جانبهم لم يظهر البوذيون أية مقاومة ولكن بدأت المناورات حينما عزم كال من "أرنيت "و "براون علي التقاط صور المواجهة، حينئذ قام رجال الشرطة الموالون ل "نغو دنيه نهو" بضرب "أرنيت" علي أنفه فيقع علي الأرض منبطحا فإذا بهم يركلونه بأحذيتهم الضخمة المدببة وكسروا كاميرته. وكان "هالبيرستام" الحائز علي جائزة بوليتزر عن تغطيته للأزمة البوذية، وهو رجل طويل القامة يزيد طوله عن متوسط طول الشرطي الفيتنامي بحوالي 20 سم (8 بوصة)و قد خاض في الشجار ملوحا بذراعيه ورد قائلا:"نعود، نعود يا أبناء الكلبات وإما سأهاجمكم حتي الموت". ركض رجال "نهو" دون انتظار أوامر الفيتنام، ولكن قبل أن يتسلق "براون" ليلتقط صور لوجه أرنيت الملطخ بالدم قام رجال الشرطة بتحطيم الكاميرا الخاصة به ولكنه تمكن من أخذ فيلمه التصويري. وقد تدافعت رجال الشرطة بين حشود الصحفيين وألقت بالحجارة عليهم. ومع ذلك فقد نشرت صور "أرنيت" بوجهه الملطخ بالدم في الصحف الأمريكية وتسببت في مزيد من ردود الأفعال السيئة تجاه نظام«ديم» ذلك فضلا عن صور لحرق"ثيش كوانغ دوس" علي الصفحات الأولي التي لا تزال ماثلة في أذهان الجمهور.
و قد زاد خطاب «ديم» في اليوم السابع من يوليو من حدة الحالة المزاجية للفيتناميين حيث صرح أنه قد تم تسوية المشاكل التي طرحتها الجمعية العامة للبوذيين. وفي خطابه هذا عزز الاعتقاد بأنه غير مسئول وذلك عن طريق إسناد أي مشاكل عالقة إلي التدخل السري للوكلاء الدوليين والمسافرين الشيوعيين المتهمين بالتواطؤ مع منظري الفاشية والمتنكرين بواجهة الديمقراطيين وكانوا دائما ما يسعون خلسة لإحياء وإثارة الانقسام في الوطن عن طريق قلب الرأي العام ضدنا في الخارج. كان حديثه عن الفاشية يعتبر إشارة لذي الطبيعة التآمرية والذي طال بهم العهد وهم علي عداوة مع «ديم» منهم «داي فيت كووك دان دانغ» ولكنه هاجم خلال خطابه كل أولئك الذين انتقدوه في الماضي وأعرب عن عدم ثقته بأي شخص خارج عائلته ويعتبر نفسه كشهيد.

## رد الفعل
هذا وقد اتهم الصحفيون الساخطون قوات الرئيس «ديم» بالتسبب في ذلك النزاع في حين أن أدعت الشرطة أن الصحفيين هم من بدأوا وكان تدخلهم سبب النزاع ولاحظ مسئول السفارة«جون ميكلن» أن مسئولي الإعلام التابعين للرئيس«ديم» كانوا متشككين علي وجه الخصوص من مدي صحة الشهادة التي أدلي بها رجال«نهو». وفي اجتماع ساخن، طالب السلك الصحفي أن «وليام تروهارت» السفير الأمريكي بالنيابة-خلال فترة غياب السفير «فريدرك نولتنج»_- أنه يقدم احتجاج رسمي للرئيس «ديم» متحدثا باسم الحكومة الأمريكية ولكنه سرعان ما أغضبهم برفضه لمطالبهم وإلقاء اللوم علي كلا الجانبين للمواجهة. وفي تقريره إلي واشنطن، أكد «تروهارت» أن رجال الشرطة زوي الزي الرسمي قد ساعدوا أقرانهم زوي الملابس المدنية خلسة ومن ناحية أخرى فإنه يساوره الشك أنه منذ وأن بدأ العراك فبدأ الصحفيون يتصرفون بطريقة عدائية تجاه رجال الشرطة. لذلك أقر «تروهارت» أنه لطالما أن علاقة الصحفيين بقوات نظام الرئيس «ديم» تزداد سوءا فبالتالي لا يمكت أن تسود كلمتهم علي ما تقول الشرطة في فيتنام.
و بما أن السفارة لم تبد من ناحيتها أي رغبة لتوفير حماية حكومية لصد اعتداءات الشرطة، اتجه الصحفيون لمناشدة البيت الأبيض مباشرة؛ فتقدم كل من براون، هالبيرستام، شيهان والنتبرع اليهودي بإرسال خطاب للرئيس الأميركي «جون كنيدي» يؤكدون من خلاله أن النظام قد شن حملة ترهيب جسدي واسعة النطاق لمنع أي تغطية إعلامية لأخبار يشعر الصحفيين أنه من حق الأمريكيين معرفتها.
و علي الصعيد الآخر، لم يفز الصحفيون المحتجون أي تعاطف من قبل الرئيس بل أدت تلك الاحتجاجات إلي تورطهم في مشاكل مع أصحاب وسائل الإعلام حيث انتقد مكتب طوكيو (يو بي آي) شيهان لمحاولته جعل السياسة الصحفية علي طريقته الخاصة، بل هي ينبغي أن تكون سياسة محايدة لا تنحاز للرئيس أو الشيوعيين أو غيرهم. ومن ناحيته، وجه "إيمانول فريدمان"، المحرر الأجنبي من صحيفة نيويورك تايمز، وجه توبيخه إلي هالبيرستام خلال كتابته"نحن لا نزال نشعر بأن مراسلينا لا ينبغي لهم أن يرسلوا مثل هذه البرقية إلي الرئيس الأمريكي بدون تصريح. وبدوره أثار ذلك الحادث ردود أفعال كل من البوذيين ونظام «ديم»؛ حيث ناشد أحد الرهبان السفارة الأمريكية لإرسال وحدة عسكرية من المستشارين المريكيين الموجودين بالفعل في فيتنام لحماية معبد"شي لوي" الذي يعد بمثابة المعبد البوذي الرئيسي في سايغون والمحور التنظيمي للحركة البوذية ز وادعي الراهب أن الهجوم علي أرنيت يعتبر مؤشرا إلي أن رهبان المعبد مستهدفين للاغتيال من قبل رجال «نهو» وهو شيء أنكره «تروهارت» رافضا بذلك طلب الحماية. ومع ذلك فبعد شهر من ذلك، تم شن الغارات علي معبد"شي لوي" وغيره من المراكز البوذية في سائر الانحاء البلاد من قبل القوات خاصة تحت السيطرة المباشرة لعائلة"نغو".
و من جانب حكومة فيتنام الجنوبية، وعلي لسان الصحفية المتحدثة باسمها باللغة الإنجليزية في صحيفة تايمز في فيتنام؛ اتهمت السيدة «نغودنيه نهو» الولايات المتحدة بدعم محاولة انقلاب فاشلة ضد الرئيس ديم عام 1960.

## التحقيق وإلقاء القبض
و في وقت لاحق خلال نهار هذا الشجار، قام رجال الشرطة بأخذ«براون» و «أرنيت» من مكتب وكالة الأنباء في سايغون ونقلوهم لما وصفوه بأنه منزل آمن. وقال محققو الشرطة أنه من الممكن أن يتم القبض عليهم ولكنهم ليسوا علي ثقة من التهم. كانت إحدي التهم هي الاعتداء علي اثنين من رجال الشرطة ولكن لمح المحققون إلي أنه تجري دراسة جرائم أكثر خطورة مثل تنظيم مظاهرات غير قانونية.
و بينما يتشاور الضباط فيما بينهم باللغة الفرنسية والتي لم يفهمها الصحفيين، اعتقد «أرنيت» أنهم ذكروا كلمة التجسس وبعد أربع ساعات من الاستجواب، وجهت إليهما تهمة الاعتداء علي الشرطة ومن ثم انطلق كلاهما بتوجيه التهم إلي رجال الشرطة بالتعذيب البدني والمطالبة بالتعويض عن تخريب معدات التصوير الفوتوغرافي الخاصة بهم. وفي المساء وبعد أن اقتحم السلك الصحفي السفارة الأمريكية بسايغون، تم الإفراج عن براون وأرنيت مؤقتا. وفي اليوم التالي، تم استدعاء كل من «براون» و«أرنيت» لمدة خمس ساعات من الاستجواب ورافق أرنيت مسئول في السفارة البريطانية ليعكس جنسية أرنيت النيوزيلندية يشترط المساعدة القنصلية نيابة عن ولينغتون.
و في النهاية وبعد ساعات من المناقشات المحتدمة مع السفير الأمريكي«فريدرك نولتينج»-الذي قد عاد من إجازته، وافق الرئيس «ديم» علي إسقاط التهم عن «براون» و «أرنيت».